# Gröna gården

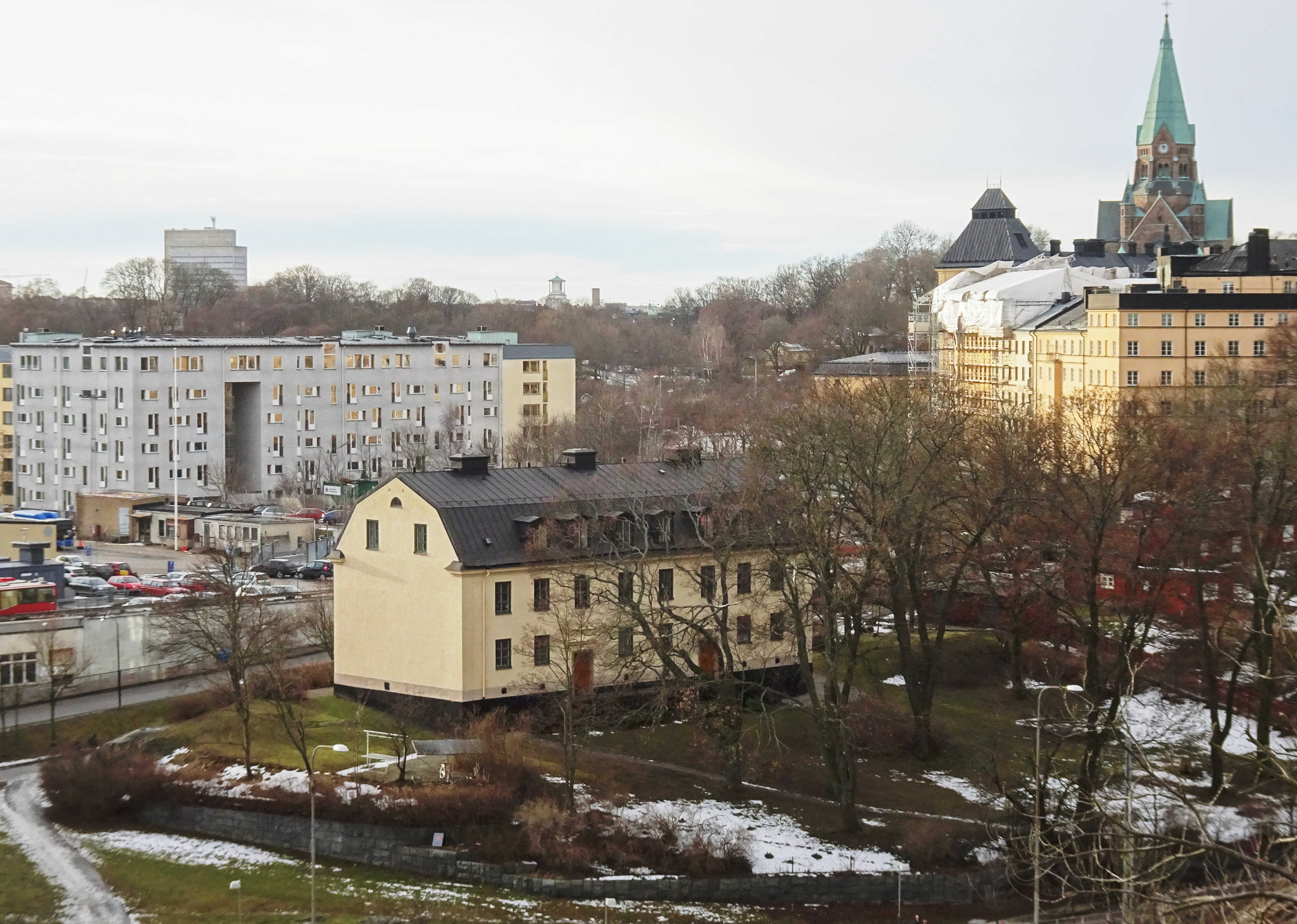
Gröna gården sedd från Fåfängan med Sofia kyrka i bakgrunden, januari 2017.

Gröna gården är en bostadsfastighet på Kvastmakarbacken 1A och B på Södermalm i centrala Stockholm som uppfördes 1854 efter ritningar av Johan Fredrik Åbom. Gröna gården uppfördes som arbetarbostad och ägs idag av det kommunala bostadsbolaget Stadsholmen. Byggnaden är blåklassad av Stockholms stadsmuseum vilket innebär att husets kulturhistoriska värde motsvarar fordringarna för byggnadsminnen i kulturminneslagen.

## Historik

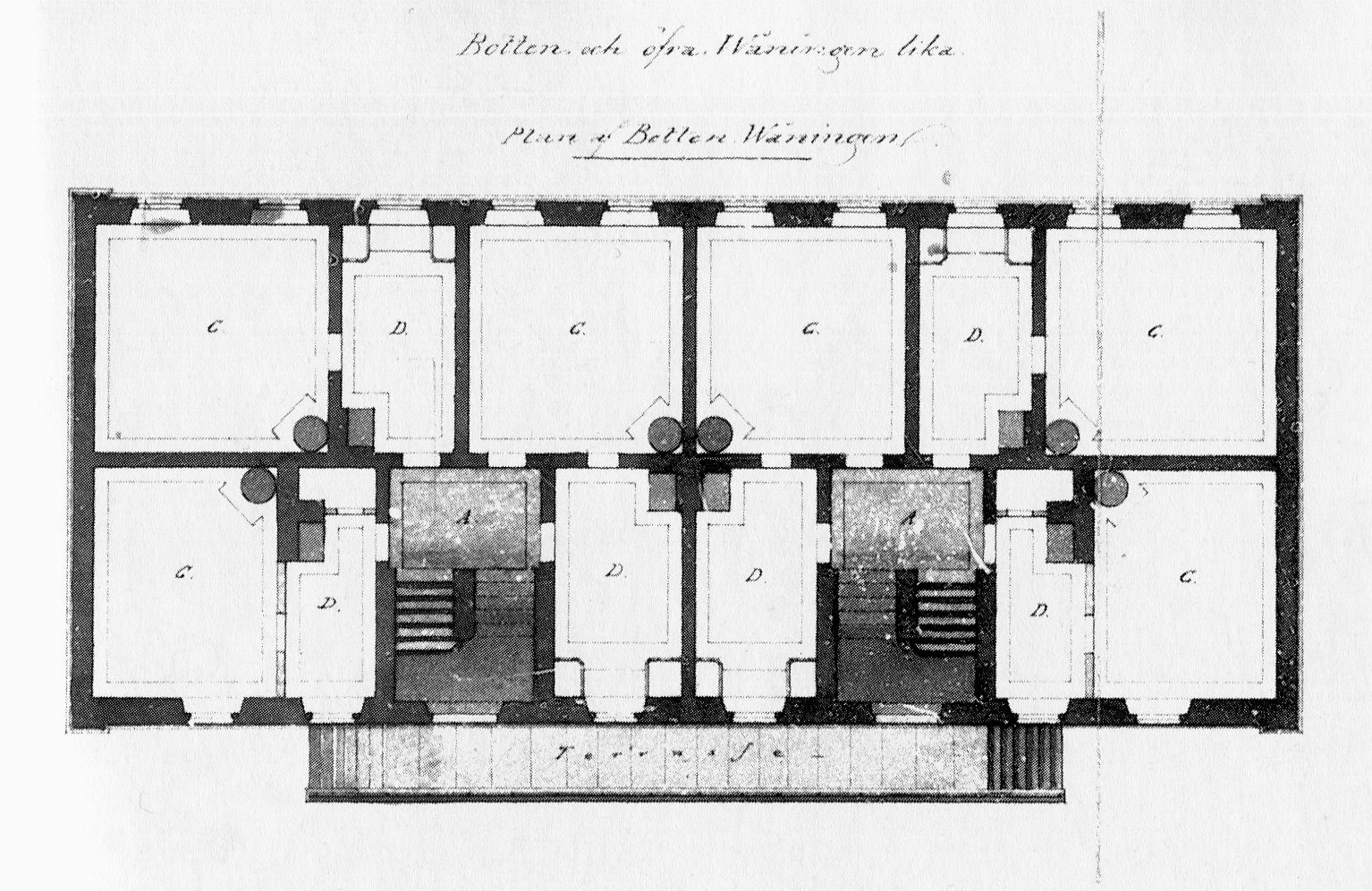
Ritning över bottenvåningen, 1854.

Husets uppförande hängde samman med den sjuklige kung Oscar I:s tillfrisknande 1853. Händelsen firades den 9 februari 1853 i Stockholm men några ledande personer ville också skapa ett mer varaktigt minne av konungens tillfrisknande och lät publicera ett tidningsupprop med en uppmaning att samla in pengar till "upförande af sunda och tjenliga bostäder åt de arbetande klasserna, till hjelp och lindring i dessa klassers betryckta, mången gång djupt nödställda belägenhet". 
Insamlingen blev framgångsrik och en penningsumma överlämnades till Stockholms stad som lät inköpa en tomt i kvarteret Barnängsbacken Större och uppföra den nuvarande byggnaden efter Åboms ritningar. I huset fanns två trapphus (A) och sex lägenheter per plan om 1 rum (C) och kök (D), och på vinden fem lägenheter. Bottenplan och våning 1 trappa är identiska. Huset uppfyllde Fattigbyggnadsfondens lånevillkor som finansierade bygget. Förebilder för liknande bostäder fanns i Berlin. 
De första hyresgästerna var mestadels arbetarpar i 30-årsåldern och deras barn. Många arbetade på William Lindbergs mekaniska verkstad eller vid det närbelägna Södra varvet. Ursprungligen bodde 38 vuxna och 34 barn i huset. Fram till första världskriget bodde omkring 70 personer i huset samtidigt, och spridningen bland yrkena blev större. Huset var rivningshotat 1931 då det fanns planer på att förlänga Ringvägen genom området och fram till en eventuell Österled över till Djurgården på norra sidan Saltsjön.

## Bilder

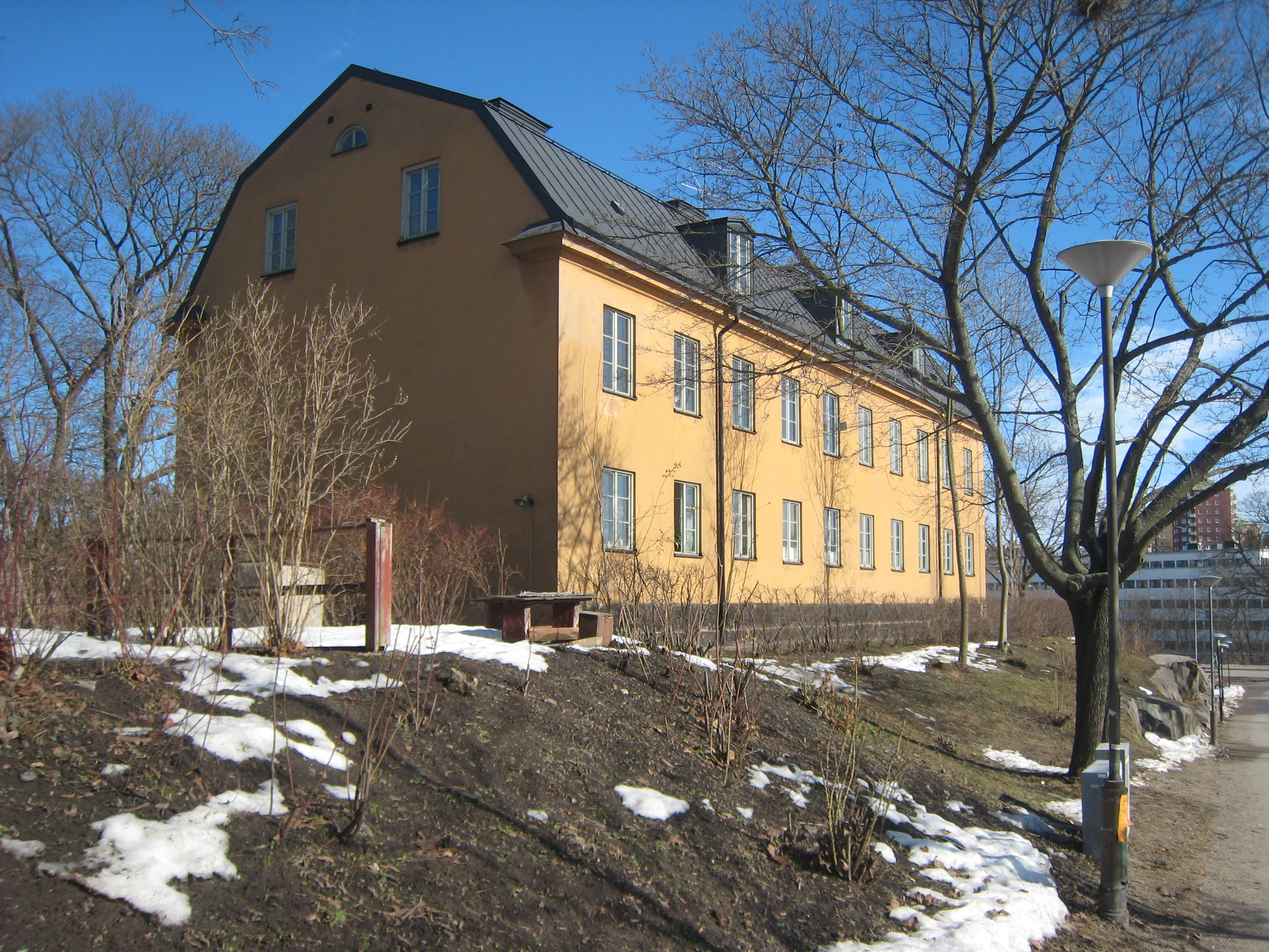
Gröna gården fasad mot söder.
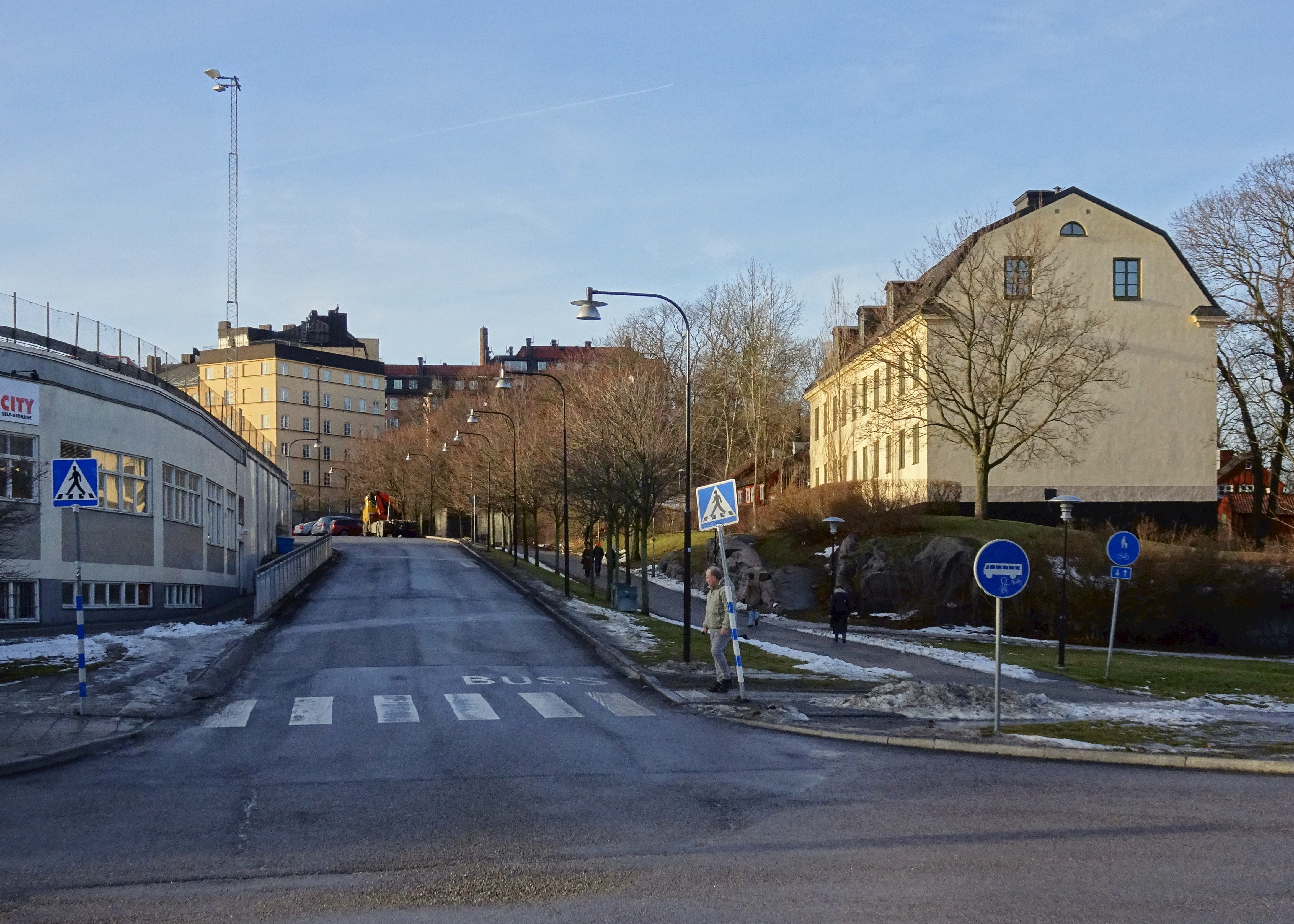
Gröna gården från Tegelviksgatan.
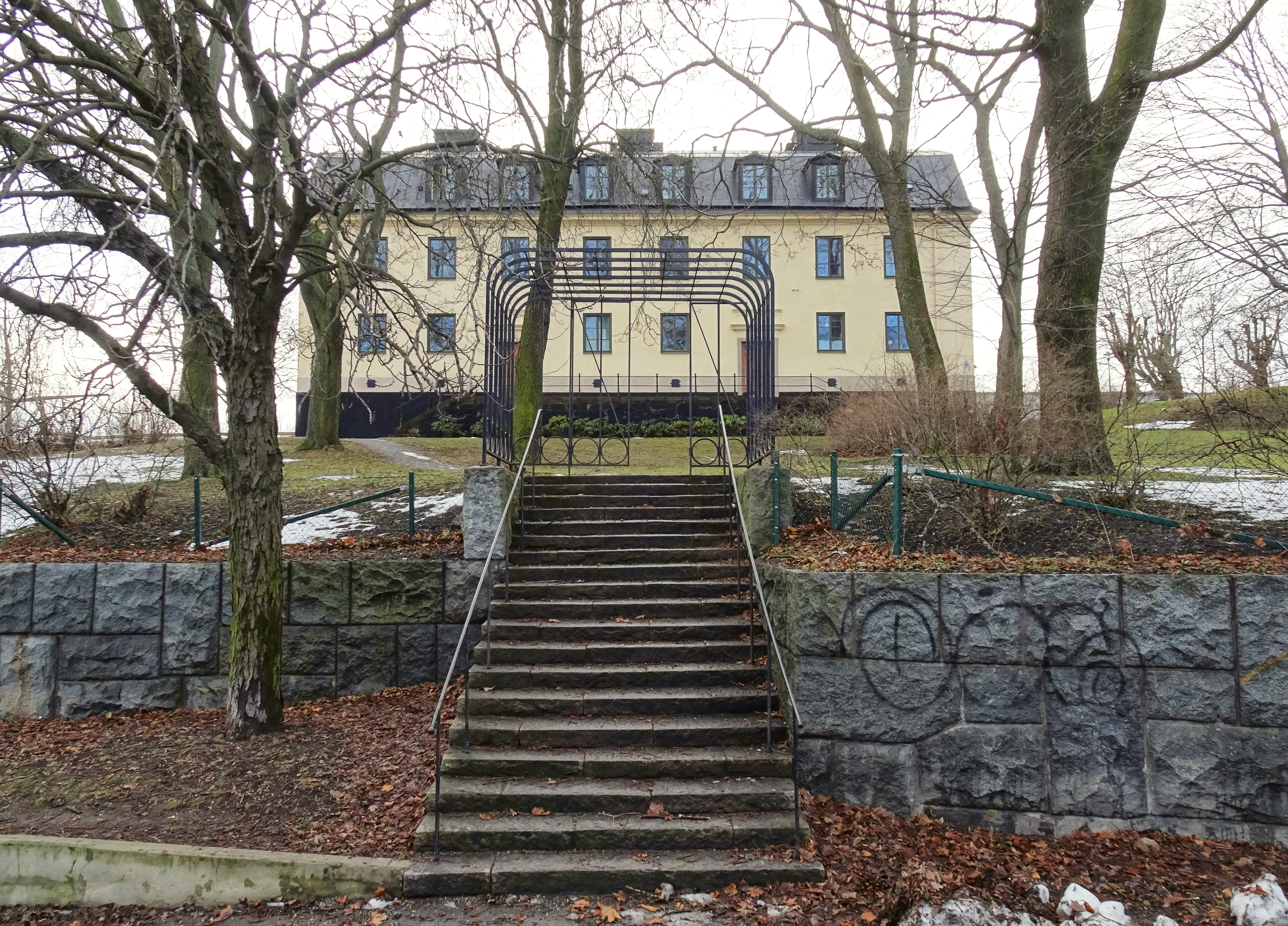
Gröna gården från Folkungagatan.
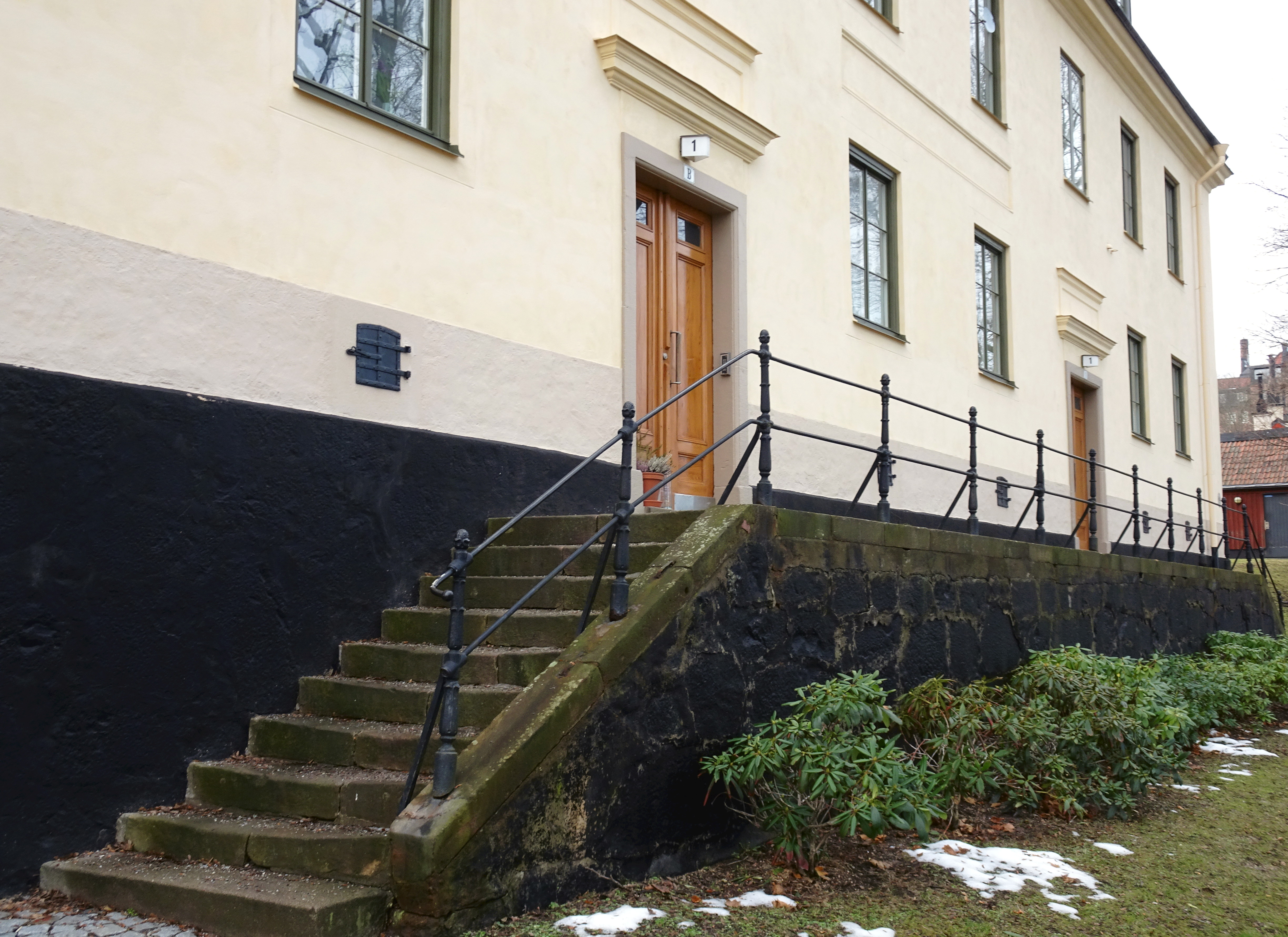
Entrésidan, fasad mot norr.